# کوئنتا کامپیوتر
شرکت کوئنتا کامپیوتر (به انگلیسی: Quanta Computer) و (به چینی: 廣達電腦) یک تولیدکننده تایوانی نوت‌بوک و لپ‌تاپ و دیگر وسیله‌های الکترونیکی است. از مشتریان این شرکت می‌توان: اپل، دل، هیولت پاکارد، Alienware، آمازون، سیسکو، فوجیتسو، GERICOM، لنوو، ال‌جی، مکس دیتا، ام‌پی‌سی، بلک‌بری، شارپ، زیمنس، سونی، سان مایکروسیستمز، توشیبا، ورایزون وایرلس و ویزیو را نام برد. این شرکت توسط بری لام در سال ۱۹۸۸ تأسیس شد. لام همچنان در راس امور شرکت می‌باشد. کوئنتا  کسب و کار خود را به سیستم‌های شبکه شرکت‌ها، سرگرمی خانگی، ارتباطات تلفن همراه، الکترونیک خودرو، و بازارهای خانه دیجیتال گسترش داده است.